# Сельское поселение Викторовское (Вологодская область)
Сельское поселение Викторовское — сельское поселение, существовавшее в составе Великоустюгского района с 2006 до 2009 года. Вошло в состав Покровского сельского поселения.
Центр — деревня Викторово.
Образовано 1 января 2006 года в соответствии с Федеральным законом № 131 «Об общих принципах организации местного самоуправления в Российской Федерации».

## История
В 1960 году 12 деревень Покровского сельсовета были присоединены к Викторовскому сельсовету.
В 1999 году был утверждён список населённых пунктов Вологодской области, согласно которому в Викторовском сельсовете их количество равнялось 26.
В 2001 году были упразднены следующие деревни Викторовского сельсовета — Высоково, Лубягино, Мериново.
1 января 2006 года в составе Великоустюгского района было образовано Викторовское сельское поселение с центром в деревне Первомайское, в которое вошёл Викторовский сельсовет (ОКАТО 19 214 812).
13 апреля 2009 года Покровское и Викторовское поселения были объединены в общее Покровское сельское поселение с центром в селе Ильинское.

## Культура
На территории поселения сохранились две бывших церкви, которые находятся в полуразрушенном состоянии: Богородицкая (Рождества Богородицы) в с. Первомайском (Рождествено), Викторовская Никольская в д. Викторово (не жил.).

## Населённые пункты
В состав сельского поселения входили 23 деревни.
| Населённый пункт             | ОКАТО          | Рег. номер | Расстояние до районного центра, км | Расстояние до центра поселения, км | Индекс | Координаты                      |
| ---------------------------- | -------------- | ---------- | ---------------------------------- | ---------------------------------- | ------ | ------------------------------- |
| деревня Агеево               | 19 214 812 002 | 946        | 64                                 |                                    | 162385 | 60°33′59″ с. ш. 46°46′35″ в. д. |
| деревня Алексеевская         | 19 214 812 003 | 947        | 59                                 |                                    | 162385 | 60°37′38″ с. ш. 46°54′26″ в. д. |
| деревня Анциферово           | 19 214 812 004 | 948        | 60                                 |                                    | 162385 | 60°35′25″ с. ш. 46°47′11″ в. д. |
| деревня Баюшевская           | 19 214 812 005 | 949        | 60                                 |                                    | 162385 | 60°37′18″ с. ш. 46°55′27″ в. д. |
| деревня Беляшкино            | 19 214 812 006 | 950        | 62                                 |                                    | 162385 | 60°34′49″ с. ш. 46°45′40″ в. д. |
| деревня Биричево             | 19 214 812 007 | 951        | 57                                 |                                    | 162385 | 60°36′32″ с. ш. 46°50′13″ в. д. |
| деревня Быково               | 19 214 812 008 | 952        | 57                                 |                                    | 162385 | 60°35′53″ с. ш. 46°51′06″ в. д. |
| деревня Викторово            | 19 214 812 009 | 953        | 63                                 |                                    | 162385 | 60°36′01″ с. ш. 46°58′24″ в. д. |
| деревня Гора-Семеновская     | 19 214 812 011 | 955        | 58                                 |                                    | 162385 | 60°36′50″ с. ш. 46°48′21″ в. д. |
| деревня Игнатьевская         | 19 214 812 012 | 956        | 57                                 |                                    | 162385 | 60°35′54″ с. ш. 46°52′19″ в. д. |
| деревня Исток                | 19 214 812 013 | 957        | 70                                 |                                    | 162385 | 60°35′18″ с. ш. 46°40′48″ в. д. |
| деревня Копылово             | 19 214 812 014 | 958        | 65                                 |                                    | 162385 | 60°34′46″ с. ш. 46°45′02″ в. д. |
| деревня Кушалово             | 19 214 812 015 | 959        | 54                                 |                                    | 162385 | 60°36′46″ с. ш. 46°51′36″ в. д. |
| деревня Логиновская          | 19 214 812 016 | 960        | 59                                 |                                    | 162385 | 60°36′43″ с. ш. 46°54′08″ в. д. |
| деревня Луза                 | 19 214 812 018 | 962        | 59                                 |                                    | 162385 | 60°36′59″ с. ш. 46°48′58″ в. д. |
| деревня Мартищево            | 19 214 812 019 | 963        | 57                                 |                                    | 162385 | 60°35′51″ с. ш. 46°51′16″ в. д. |
| деревня Мителево             | 19 214 812 021 | 964        | 67                                 |                                    | 162385 | 60°34′32″ с. ш. 46°43′29″ в. д. |
| деревня Первомайское         | 19 214 812 001 | 945        | 55                                 |                                    | 162385 | 60°36′35″ с. ш. 46°51′56″ в. д. |
| деревня Пополутково          | 19 214 812 022 | 966        | 61                                 |                                    | 162385 | 60°35′25″ с. ш. 46°56′57″ в. д. |
| деревня Слинкино             | 19 214 812 023 | 967        | 59                                 |                                    | 162385 | 60°35′04″ с. ш. 46°50′49″ в. д. |
| деревня Тараканово           | 19 214 812 024 | 968        | 60                                 |                                    | 162385 | 60°37′05″ с. ш. 46°48′03″ в. д. |
| деревня Филатово             | 19 214 812 025 | 969        | 59                                 |                                    | 162385 | 60°34′52″ с. ш. 46°46′52″ в. д. |
| деревня Юрьевская (Мериново) | 19 214 812 026 | 970        | 61                                 |                                    | 162385 | 60°33′40″ с. ш. 46°49′42″ в. д. |

Населённые пункты, упразднённые 18 января 2001:
| Населённый пункт             | ОКАТО          | Рег. номер | Расстояние до районного центра, км | Координаты                      |
| ---------------------------- | -------------- | ---------- | ---------------------------------- | ------------------------------- |
| деревня Высоково             | 19 214 812 010 | 954        | 61                                 | 60°33′35″ с. ш. 46°51′05″ в. д. |
| деревня Лубягино             | 19 214 812 017 | 961        | 62                                 | 60°33′40″ с. ш. 46°51′43″ в. д. |
| деревня Мериново (Юрьевская) | 19 214 812 020 | 965        | 61                                 | 60°33′40″ с. ш. 46°49′42″ в. д. |